# Élections législatives de 1997 en Martinique
Les élections législatives françaises de 1997 se déroulent les 25 mai et 1er juin. Dans le département de la Martinique, quatre députés sont à élire dans le cadre de quatre circonscriptions.

## Élus
| Circonscription | Député sortant    | Parti | Parti         | Député élu ou réélu | Parti | Parti |
| --------------- | ----------------- | ----- | ------------- | ------------------- | ----- | ----- |
| 1re             | Anicet Turinay    |       | Divers droite | Anicet Turinay      |       | RPR   |
| 2e              | Pierre Petit      |       | RPR           | Pierre Petit        |       | RPR   |
| 3e              | Camille Darsières |       | PPM           | Camille Darsières   |       | PPM   |
| 4e              | André Lesueur     |       | RPR           | Alfred Marie-Jeanne |       | MIM   |

## Résultats

### Résultats à l'échelle du département
| Parti          | Parti                                  | Premier tour | Premier tour | Second tour | Second tour | Sièges |
| Parti          | Parti                                  | Voix         | %            | Voix        | %           | Sièges |
| -------------- | -------------------------------------- | ------------ | ------------ | ----------- | ----------- | ------ |
|                | Parti progressiste martiniquais        | 21 467       | 23,02        | 20 937      | 18,05       | 1      |
|                | Divers gauche                          | 9 461        | 10,14        | 13 962      | 12,04       | 0      |
|                | Fédération socialiste de la Martinique | 5 700        | 6,11         |             |             | 2      |
|                | Parti communiste martiniquais          | 4 427        | 4,74         | 7 410       | 6,39        | 0      |
|                | Gauche plurielle                       | 41 055       | 44,02        | 42 309      | 36,47       | 1      |
|                |                                        |              |              |             |             |        |
|                | Rassemblement pour la République       | 33 019       | 35,40        | 44 784      | 38,60       | 1      |
|                | Divers droite                          | 253          | 2,53         |             |             | 0      |
|                | La Droite indépendante                 | 125          | 0,13         | 0           |             |        |
|                | Droite parlementaire                   | 33 397       | 35,81        | 44 784      | 38,60       | 1      |
|                |                                        |              |              |             |             |        |
|                | Mouvement indépendantiste martiniquais | 12 720       | 13,64        | 28 916      | 24,93       | 1      |
|                | Régionaliste                           | 3 124        | 3,35         |             |             | 0      |
|                | Combat ouvrier                         | 1 292        | 1,39         | 0           |             |        |
|                | Divers écologiste                      | 1 179        | 1,26         | 0           |             |        |
|                | Front national                         | 374          | 0,40         | 0           |             |        |
|                | Divers                                 | 126          | 0,14         | 0           |             |        |
|                |                                        |              |              |             |             |        |
| Inscrits       | Inscrits                               | 245 067      | 100,00       | 245 134     | 100,00      | 4      |
| Abstentions    | Abstentions                            | 141 523      | 57,75        | 118 714     | 48,43       |        |
| Votants        | Votants                                | 103 544      | 42,25        | 126 420     | 51,57       |        |
| Blancs et nuls | Blancs et nuls                         | 10 277       | 9,93         | 10 411      | 8,24        |        |
| Exprimés       | Exprimés                               | 93 267       | 90,07        | 116 009     | 91,76       |        |

### Résultats par circonscription

#### Première circonscription (La Trinité)
| Candidat       | Candidat                     | Parti          | Premier tour | Premier tour | Second tour | Second tour |  |
| Candidat       | Candidat                     | Parti          | Voix         | %            | Voix        | %           |  |
| -------------- | ---------------------------- | -------------- | ------------ | ------------ | ----------- | ----------- |  |
|                | Anicet Turinay sortant réélu | RPR            | 9 556        | 41,55        | 14 600      | 51,12       |  |
|                | Guy Lordinot                 | Divers gauche  | 7 802        | 33,92        | 13 962      | 48,88       |  |
|                | Louis-Joseph Manscour        | FSM            | 4 294        | 18,67        |             |             |  |
|                | Fernand Papaya               | PCM            | 673          | 2,93         |             |             |  |
|                | Fred Galva                   | Divers gauche  | 673          | 2,93         |             |             |  |
|                |                              |                |              |              |             |             |  |
| Inscrits       | Inscrits                     | Inscrits       | 53 809       | 100,00       | 53 889      | 100,00      |  |
| Abstentions    | Abstentions                  | Abstentions    | 28 308       | 52,61        | 23 132      | 42,93       |  |
| Votants        | Votants                      | Votants        | 25 501       | 47,39        | 30 757      | 57,07       |  |
| Blancs et nuls | Blancs et nuls               | Blancs et nuls | 2 503        | 9,82         | 2 195       | 7,14        |  |
| Exprimés       | Exprimés                     | Exprimés       | 22 998       | 90,18        | 28 562      | 92,86       |  |

#### Deuxième circonscription (Saint-Pierre)
| Candidat       | Candidat                   | Parti             | Premier tour | Premier tour | Second tour | Second tour |  |
| Candidat       | Candidat                   | Parti             | Voix         | %            | Voix        | %           |  |
| -------------- | -------------------------- | ----------------- | ------------ | ------------ | ----------- | ----------- |  |
|                | Pierre Petit sortant réélu | RPR               | 10 662       | 55,41        | 13 974      | 56,83       |  |
|                | Claude Cayol               | PPM               | 7 162        | 37,22        | 10 616      | 43,17       |  |
|                | Guy Saintot                | Divers écologiste | 1 044        | 5,43         |             |             |  |
|                | Huguette Fatna             | FN                | 374          | 1,94         |             |             |  |
|                | Julien Barbe               | Divers droite     | 1            | 0,01         |             |             |  |
|                |                            |                   |              |              |             |             |  |
| Inscrits       | Inscrits                   | Inscrits          | 55 176       | 100,00       | 55 184      | 100,00      |  |
| Abstentions    | Abstentions                | Abstentions       | 33 646       | 60,98        | 28 674      | 51,96       |  |
| Votants        | Votants                    | Votants           | 21 530       | 39,02        | 26 510      | 48,04       |  |
| Blancs et nuls | Blancs et nuls             | Blancs et nuls    | 2 287        | 10,62        | 1 920       | 7,24        |  |
| Exprimés       | Exprimés                   | Exprimés          | 19 243       | 89,38        | 24 590      | 92,76       |  |

#### Troisième circonscription (Fort-de-France)
| Candidat       | Candidat                        | Parti          | Premier tour | Premier tour | Second tour | Second tour |  |
| Candidat       | Candidat                        | Parti          | Voix         | %            | Voix        | %           |  |
| -------------- | ------------------------------- | -------------- | ------------ | ------------ | ----------- | ----------- |  |
|                | Camille Darsières sortant réélu | PPM            | 6 443        | 36,46        | 10 321      | 58,21       |  |
|                | Georges Erichot                 | PCM            | 3 754        | 21,24        | 7 410       | 41,79       |  |
|                | Francis Carole                  | Régionaliste   | 3 124        | 17,68        |             |             |  |
|                | Michel Chalono                  | RPR            | 2 316        | 13,11        |             |             |  |
|                | Ghislaine Joachim Arnaud        | CO             | 1 292        | 7,31         |             |             |  |
|                | Arthur Regis                    | Divers gauche  | 364          | 2,06         |             |             |  |
|                | Georges Descieux                | Divers droite  | 252          | 1,43         |             |             |  |
|                | Virginie Boutrin                | Divers         | 126          | 0,71         |             |             |  |
|                |                                 |                |              |              |             |             |  |
| Inscrits       | Inscrits                        | Inscrits       | 51 226       | 100,00       | 51 226      | 100,00      |  |
| Abstentions    | Abstentions                     | Abstentions    | 30 910       | 60,34        | 29 874      | 58,32       |  |
| Votants        | Votants                         | Votants        | 20 316       | 39,66        | 21 352      | 41,68       |  |
| Blancs et nuls | Blancs et nuls                  | Blancs et nuls | 2 645        | 13,02        | 3 621       | 16,96       |  |
| Exprimés       | Exprimés                        | Exprimés       | 17 671       | 86,98        | 17 731      | 83,04       |  |

#### Quatrième circonscription (Le Marin)
| Candidat       | Candidat                | Parti             | Premier tour | Premier tour | Second tour | Second tour |  |
| Candidat       | Candidat                | Parti             | Voix         | %            | Voix        | %           |  |
| -------------- | ----------------------- | ----------------- | ------------ | ------------ | ----------- | ----------- |  |
|                | Alfred Marie-Jeanne élu | MIM               | 12 720       | 38,14        | 28 916      | 64,08       |  |
|                | André Lesueur sortant   | RPR               | 10 485       | 31,43        | 16 210      | 35,92       |  |
|                | Édouard de Lépine       | PPM               | 7 862        | 23,57        |             |             |  |
|                | Lucien Cilla            | FSM               | 1 406        | 4,22         |             |             |  |
|                | Philippe Petit          | Divers gauche     | 622          | 1,86         |             |             |  |
|                | Lucienne Trèfle         | Divers écologiste | 135          | 0,4          |             |             |  |
|                | Patrice Charles         | LDI (MPF)         | 125          | 0,37         |             |             |  |
|                |                         |                   |              |              |             |             |  |
| Inscrits       | Inscrits                | Inscrits          | 84 856       | 100,00       | 84 835      | 100,00      |  |
| Abstentions    | Abstentions             | Abstentions       | 48 659       | 57,34        | 37 034      | 43,65       |  |
| Votants        | Votants                 | Votants           | 36 197       | 42,66        | 47 801      | 56,35       |  |
| Blancs et nuls | Blancs et nuls          | Blancs et nuls    | 2 842        | 7,85         | 2 675       | 5,6         |  |
| Exprimés       | Exprimés                | Exprimés          | 33 355       | 92,15        | 45 126      | 94,4        |  |